# Van an toàn

Một mặt cắt ngang của một van an toàn.

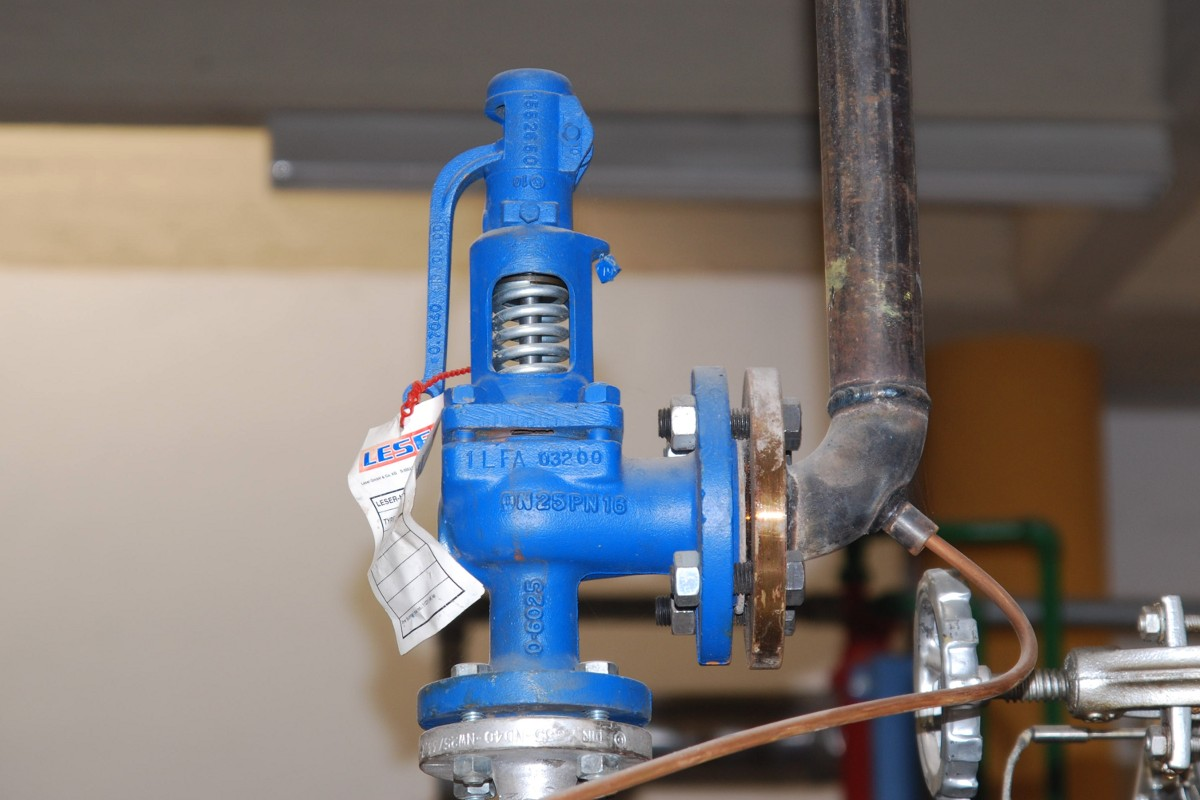
Hình ảnh về van an toàn thông dụng.

Van an toàn (tiếng Anh: safety valve) là một thiết bị thủy lực dùng để điều chỉnh áp suất trong ống dẫn hoặc bồn chứa khí hoặc chất lỏng. Van an toàn thuộc nhóm thiết bị điều chỉnh áp suất đầu vào.

## Chức năng
Nhiệm vụ chính của van an toàn là bảo vệ mạch thủy lực khỏi sự tăng áp vượt giá trị định mức (giá trị định mực được cài đặt sẵn). Trong quá trình làm việc, van an toàn luôn ở trạng thái đóng. Khi áp suất đầu vào của van vượt giá trị định mức, van an toàn mở ra cho phép một phần chất lỏng chảy qua van và tuần hoàn về thùng chứa. Van an toàn hoạt động theo nguyên lý Bernoulli.

## Phân loại
Có thể chia ra làm hai nhóm chính là van an toàn tác động trực tiếp và van an toàn tác động gián tiếp.

#### Van an toàn tác động trực tiếp
– Loại van này có cấu trúc bao gồm: piston, thân van, lò xo, đĩa lò xo, vít điều chỉnh lò xo.
– Nguyên lý làm việc của van an toàn dựa trên sự cân bằng tác dụng của những lực ngược chiều nhau tác động lên nút van hoặc piston: lực đàn hồi của lò xo và áp suất lưu chất. Khi áp suất đầu vào nhỏ hơn áp suất xả của van (áp suất xả là áp suất định mức được thiết lập bằng cách điều chỉnh lực đàn hồi của lò xo) thì piston ở vị trí đóng hoàn toàn. Khi áp suất đầu vào lớn hơn áp suất xả định mức thì piston sẽ dịch chuyển và van an toàn bắt đầu mở, lưu chất được xả qua van tới khi áp suất đầu vào van hạ xuống trở về bằng mức áp suất xả định mức của van.

#### Van an toàn tác động gián tiếp
– Được sử dụng trong các hệ thống thủy lực có áp suất cao mà van tác động trực tiếp không thể được ứng dụng. Cấu tạo van tác động gián tiếp bao gồm: van chính có piston đường kính lớn và lò xo có độ cứng nhỏ, van phụ có piston có đường kính nhỏ và lò xo có độ cứng lớn.
– Nguyên lý hoạt động dựa trên sự cân bằng tác dụng của những lực ngược chiều nhau tác dụng lên nút van (piston): lực đàn hồi của lò xo và áp suất lưu chất trong khoang van chính(được thiết lập bởi van phụ) với áp suất lưu chất đầu vào.
– Khi áp suất đầu vào nhỏ hơn áp suất xả định mức của van phụ thì van phụ và van chính cùng đóng, áp suất trong khoang chính bằng áp suất đầu vào van phụ
Khi áp suất đầu vào tăng thì áp suất trong khoang van chính cũng tăng, khi áp suất này lớn hơn áp suất định mức của van phụ thì van phụ sẽ mở cho lưu chất đi qua về bể hoặc bồn chứa, áp suất trong khoang van chính bằng áp suất xả định mức.
– Trong trường hợp áp suất đầu vào tiếp tục tăng thì hiệu suất giữa áp suất đầu vào và áp suất định mức của van phụ cũng tăng cho đến khi lực tác động của hiệu áp suất này thắng lực đàn hồi của lò xo van chính thì van chính mở cho lưu chất qua van chính về bể/ bồn chứa. 